# Kaitum
Kaitum is een dorp binnen de Zweedse gemeente Gällivare. Het kleine dorp ligt aan de Ertsspoorlijn en heeft daaraan ook een halteplaats (code Ktm). Het dorp vormt het eindpunt van een landweg vanuit Skaulo, die in het verleden waarschijnlijk heeft gediend voor aanvoer van materiaal voor de aanleg van de spoorlijn. Het dankt zijn naam of heeft zijn naam gegeven aan de rivier Kaitum die langs het dorp stroomt. Vanuit Kaitum kan men westwaarts langs de gelijknamige rivier naar het Natuurreservaat Sjaunja trekken.